# Henry Bird

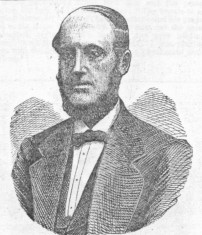
Henry Bird

Henry Bird, född 1830 i Portsea, England, död 1908 var en brittisk schackspelare och schackskribent. Bird var en av sin tids största spelare. 

## Schackkarriär
Vid 21 års ålder blev Bird inbjuden till den första internationella turneringen som hölls i London 1851. Han deltog också i turneringar i Wien och New Jersey. 1858 förlorade han en match mot Paul Morphy. Bird var inte professionell schackspelare. I New York-turneringen 1876, erhöll Bird det första skönhetspriset som någonsin utdelats för sitt parti mot James Mason.
Bird populariserade och gav namn åt Birds öppning (1.f4) och varianten i spansk öppning som uppstår efter 1.e4 e5 2.Sf3 Sc6 3.Lb5 Sd4.